# Krasian Kolev
Pour les articles homonymes, voir Kolev.
Krasian Kolev (bulgare : Красиан Колев), né le 18 janvier 2004 à Razgrad en Bulgarie est un footballeur bulgare qui joue au poste de milieu central au Botev Plovdiv.

## Biographie

### En club
Né à Razgrad en Bulgarie, Krasian Kolev est formé par le Tcherno More, puis le Septemvri Sofia. C'est avec ce club qu'il fait ses débuts en professionnel. Il joue son premier match le 11 avril 2021, lors d'une rencontre de championnat face au FC Septemvri Simitli (en). Il entre en jeu et les deux équipes se neutralisent (0-0 score final).
Le 8 juillet 2022 Kolev joue son premier match de première division bulgare, lors de la première journée de la saison 2021-2022, face au PFK Ludogorets Razgrad. Il est titularisé et son équipe s'incline sur le score de trois buts à zéro.
En janvier 2023, Krasian Kolev rejoint le Botev Plovdiv. Le transfert est annoncé dès le 24 décembre 2022.
Il joue son premier match sous ses nouvelles couleurs le 26 février 2023, lors d'une rencontre de championnat face au PFK Beroe Stara Zagora. Il entre en jeu à la place de Todor Nedelev et son équipe s'impose par un but à zéro. Kolev inscrit son premier but sous ses nouvelles couleurs dès sa deuxième apparition, le 4 mars 2023, lors d'une rencontre de championnat face au Tcherno More. Titulaire, il ouvre le score et participe à la victoire de son équipe (1-2 score final),.
En février 2024, Krasian Kolev est prêté au FC Hebar Pazardjik jusqu'à la fin de la saison afin de gagner en temps de jeu.

### En sélection
Krasian Kolev représente l'équipe de Bulgarie des moins de 17 ans, pour un total de deux matchs joués en 2020.
Krasian Kolev joue son premier match pour l'équipe de Bulgarie espoirs le 21 novembre 2022, lors d'un match amical contre la Slovénie où il est titularisé (0-0 score final).